# United Company (Theater)
Die United Company war eine Londoner Theatergesellschaft, die 1682 aus der Fusion der King’s Company mit der Duke’s Company entstand und zeitweilig das Theatermonopol Londons innehatte.

## Geschichte
Die Theaterkompanien der King’s Company und der Duke’s Company erlitten während der Unruhen um die Papisten-Verschwörung, welche von 1678 bis 1681 andauerte, einen starken Besucherrückgang. Als bei der King’s Company finanziell desaströse Managemententscheidungen in Bezug auf ein neues Theaterhaus in der Drury Lane hinzukamen, bot die Duke’s Company 1682 die Fusion zur United Company an – unter ihrer Leitung. Die ersten Aufführungen unter dem neuen Gesellschaftsnamen begannen im November 1682. Die bisherige Spielstätte der King’s Company, das Theatre Royal Drury Lane, wurde weiter für Theaterstücke genutzt und das technisch dafür ausgerüstete Dorset Garden Theatre der bisherigen Duke’s Company für Opern und Spektakel.
Als im Februar 1685 König Karl II. starb, wurde das Theater an der Drury Lane geschlossen und öffnete erst wieder im Januar 1688 unter dem Patronat Jakob II. Die Thronfolge von Willhelm III. und Maria II. im Jahre 1689 hatte jedoch keine königliche Schirmherrschaft zur Folge und das Interesse am Theater schwand.
Die United Company bildete ein Theatermonopol in London. Dies ließ sowohl Schauspieler, als auch Dramatiker in einer schwachen Verhandlungsposition gegenüber der Theaterleitung. Auch die Vielfalt verarmte. Als zuvor noch  die beiden Ursprungsgesellschaften gegeneinander antraten, wurden jedes Jahr viele neue Stücke aufgeführt. Mit dem Monopol verringerte sich jedoch deren Anzahl drastisch. So wurden zwischen 1675 und 1678 von beiden konkurrierenden Kompanien zusammen 68 neue Stücke aufgeführt; in den ersten vier Spielzeiten der United Company lediglich 19.

## Das Ende
1693 übernahm Christopher Rich die Theaterleitung. Seine autoritäre Art der Führung sorgte recht bald für Unmut bei den Schauspielern. Er wurde beschrieben als „as sly a Tyrant as ever was at the Head of a Theatre“ („so gerissen wie ein Tyrann, wie er jemals an der Spitze eines Theater war“). Stammensemblemitglieder wie Elizabeth Barry, Thomas Betterton und Anne Bracegirdle verließen zusammen mit 12 weiteren Schauspielern („the very beauty and vigour of the Stage“) die United Company, um ihre eigene Theatergesellschaft zu gründen. Elizabeth Barry war eine der Patentinhaber der Schauspieltruppe. Ihr erstes Stück, das sie am 30. April 1695 im wiedereröffneten Lincoln’s Inn Fields Theatre spielten, war die Premiere „Love For Love“ von William Congreve. So traten sie nun in Konkurrenz zur merklich ausgedünnten United Company, welche nun nur noch als festes Ensemble unter Rich im Drury Lane auftrat. Das Dorset Garden Theatre wurde bereits kaum noch bespielt und nach Ablauf des Pachtvertrages 1709 abgerissen.
Die Company Bettertons bespielte ab 1705 das neue Queen’s Theatre, das heutige  Her Majesty’s Theatre, am Haymarket.